# Briey

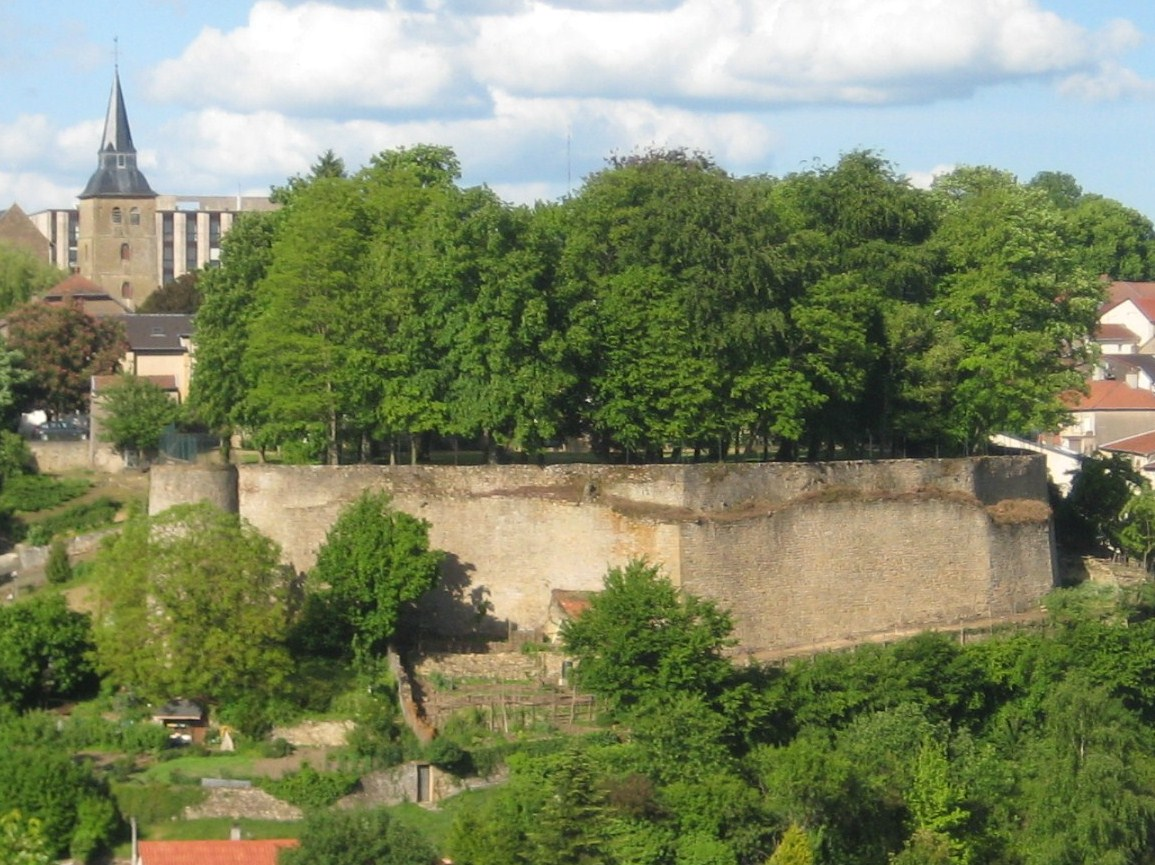

Briey là một xã trong vùng Grand Est, thuộc tỉnh Meurthe-et-Moselle, quận Briey, tổng Briey. Tọa độ địa lý của xã là 49° 14' vĩ độ bắc, 05° 56' kinh độ đông. Briey nằm trên độ cao trung bình là 240 mét trên mực nước biển, có điểm thấp nhất là 200 mét và điểm cao nhất là 300 mét. Xã có diện tích 27,13 km², dân số vào thời điểm 1999 là 4858 người; mật độ dân số là 179 người/km².

## Thông tin nhân khẩu
| 1926  | 1931  | 1936  | 1946  | 1954  | 1962  | 1968  | 1975  | 1982  | 1990  | 1999  |
| ----- | ----- | ----- | ----- | ----- | ----- | ----- | ----- | ----- | ----- | ----- |
| 2.666 | 2.804 | 2.779 | 2.909 | 3.443 | 5.391 | 4.966 | 5.352 | 4.357 | 4.514 | 4.858 |

## Các thành phố kết nghĩa
- Niederaussem, Đức
- Szczawno-Zdroj, Ba Lan

## Địa điểm tham quan
- Nhà thờ Saint Gengoult (thế kỉ thứ 12)
- Tòa thị chính (1750)
- Cité Radieuse, 1960, xây theo bản vẽ của Le Corbusier